# Pyramyd éditions
Créées en 2001, à Paris, les éditions Pyramyd sont totalement indépendantes depuis 2022. Elles publient des ouvrages consacrés au design, à la créativité et aux arts visuels. Des livres pédagogiques, destinés à un public de professionnels, d'enseignants et d'étudiants, côtoient dans leur catalogue des titres plus grand public et des jeux culturels. Les thématiques abordées vont du graphisme à l'architecture, en passant par la photographie, la mode et l'illustration.
Les éditions Pyramyd sont distribuées par Harmonia Mundi. Leur logo a été modifié en 2022 par le studio Ich & Kar.

## Quelques ouvrages

### Graphisme
- Le design graphique : savoirs & savoir-faire, de Élodie Palumbo, 2023
- Mise en page(s), etc., de Claire Gautier et Damien Gautier, 2009
- Le guide de la fabrication, de Margherita Mariano, 2021

### Typographie
- Comprendre la typographie, d'Ellen Lupton, 2007, nouvelle édition 2015
- Le livre pour réussir vos créations typographiques, de Gail Anderson et Steven Heller, 2016

### Art
- L'artiste et le vivant, de Valérie Belmokhtar, 2022
- Dessin dans l'art contemporain, de Barbara Soyer, 2022
- 100% chat 100% art, de Angus Hyland et Caroline Roberts, 2017

### Mode
- La mode, de Jay Calderin, 2021
- Atlas mondial du tatouage, de Anna Felicity Friedman, 2016, nouvelle édition 2022

### Design
- L'art du design, de Bruno Munari, 2012
- Design et communication visuelle, de Bruno Munari, 2014
- L'art de l'objet, de Marielle Brie de Lagerac, 2024

### Artisanat
- Le tour du monde du papier, de Julie Auzillon, 2024
- Le grand livre de la céramique, de Louisa Taylor, 2011, nouvelle édition 2024

### Jeunesse
- Ta mission : devenir super photographe !, de Henry Carroll, 2019

### Photographie
- Le livre qu'il vous faut pour réussir vos photos, de Henry Carroll, 2014, nouvelle édition 2023
- Entre-soi, de Monique Pinçon-Charlot et Gwenn Dubourthoumieu, 2024

### Créativité et communication
- L'étincelle du créatif, de Guillaume Lamarre, 2023
- Créer, c'est exister, de Valérie Belmokhtar, 2019
- L'art du storytelling, de Guillaume Lamarre, 2018, nouvelle édition 2024

### Architecture
- L'architecture en concepts, de James Tait, 2024
- L'architecture d'intérieur, de Chris Grimley et Mimi Love, 2019

### Jeux
- L'Oracle féministe, de Charlotte Jansen, 2021
- Les deux font la paire, de Sylvie Meunier, 2022